# پاتریک گراپین
پاتریک گراپین (انگلیسی: Patrick Grappin؛ زادهٔ ۲۲ اکتبر ۱۹۵۵) بازیکن فوتبال است.